# Johannes Riemann

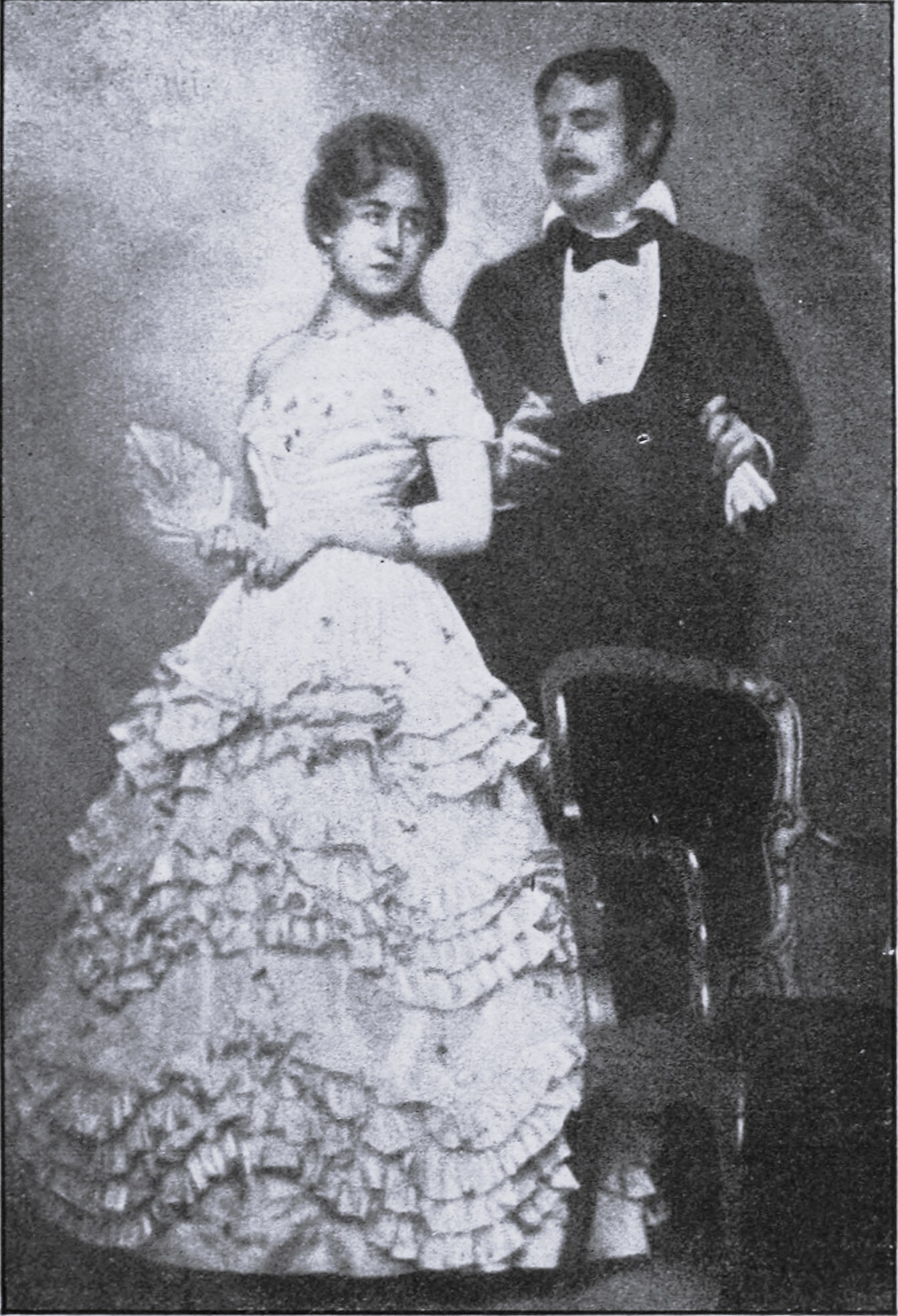
Else Eckersberg y Johannes Riemann en la obra de Ferenc Molnár Fasching en 1917

Johannes Riemann (31 de mayo de 1888 - 30 de septiembre de 1959) fue un actor teatral y cinematográfico alemán, intérprete a partir de 1916 de más de 90 papeles para la gran pantalla. A partir del año 1934 también trabajó como director y guionista cinematográfico.

## Biografía
Su nombre completo era Eugen Johannes Riemann, y nació en Berlín, Alemania. Originalmente interesado por la música, Johannes Riemann decidió tomar clases de actuación de Anna Führing y de Alexander Strakosch. En 1908 obtuvo su primer compromiso, en el Teatro Hebbel de Berlín, actuando posteriormente en Teplice, Merano, Marienbad, en el Volksbühne de Berlín y en el Hoftheater de Weimar. En el año 1916 Max Reinhardt lo llevó al Deutsche Theater de Berlín. 
Su actividad cinematográfica quedó centrada fundamentalmente entre los años 1916 y 1945, siendo su primera película Gelöste Ketten.
En los años de la Alemania nazi formó parte del Partido Nacionalsocialista Obrero Alemán, y en 1939 fue nombrado por las autoridades actor estatal. Durante la Segunda Guerra Mundial viajó a la Polonia ocupada a finales de marzo de 1944 formando parte de un evento de entretenimiento para las tropas del campo de concentración de Auschwitz.
Finalizada la guerra, la carrera de Johannes Riemann disminuyó significativamente. Falleció en Constanza, Alemania, en el año 1959. 

## Filmografía (selección)
- 1916 : Gelöste Ketten
- 1917 : Ahasver (3 partes)
- 1917 : Die Faust des Riesen
- 1918 : Die Bettelgräfin
- 1918 : Pique Dame
- 1918 : Inge
- 1919 : Veritas vincit
- 1919 : Schloß Einöd
- 1919 : Irrlicht
- 1919 : Tötet nicht mehr!
- 1920 : Anna Karenina
- 1920 : Niemand weiß es
- 1923 : Wilhelm Tell
- 1924 : Das goldene Kalb
- 1924 : Die Stadt ohne Juden
- 1924 : Prater
- 1925 : Lumpen und Seide
- 1926 : Die Wiskottens
- 1928 : Fräulein Chauffeur
- 1931 : Die Liebesfiliale
- 1933 : Großfürstin Alexandra
- 1934 : Ich sehne mich nach Dir (dirección)
- 1934 : Ich heirate meine Frauate meine Frau (guion y dirección)
- 1935 : Eva (dirección)
- 1936 : Die große und die kleine Welt (guion y dirección)
- 1935 : Der Mann mit der Pranke
- 1936 : Kinderarzt Dr. Engel guion y dirección)
- 1936 : Die un-erhörte Frau (también guion y dirección)
- 1936 : Ave Maria (dirección)
- 1937 : Gauner im Frack (guion y dirección)
- 1937 : Einmal werd' ich Dir gefallen (guion y dirección)
- 1937/1938 : Es leuchten die Sterne
- 1939 : Renate im Quartett
- 1939 : Ehe in Dosen
- 1939 : Bel Ami
- 1939 : Ihr erstes Erlebnis
- 1941 : Friedemann Bach
- 1941 : Sonntagskinder
- 1941 : Alles für Gloria (también guion)
- 1941/1942 : Drei tolle Mädels
- 1941/1942 : Kleine Residenz
- 1943 : Das Lied der Nachtigall
- 1956 : Was die Schwalbe sang
- 1956 : Der schräge Otto
- 1957 : Eurydice (telefilm)

## Premios y distinciones
Festival Internacional de Cine de Venecia
| Año  | Categoría        | Película  | Resultado |
| ---- | ---------------- | --------- | --------- |
| 1936 | Mención especial | Ave María | Ganador   |

- Nombrado actor estatal en el año 1939